# Billy Lansdowne
William „Billy“ Lansdowne jr. (* 28. April 1959 in Epping, Essex) ist ein ehemaliger englischer Fußballspieler.

## Werdegang
Lansdowne begann seine Karriere bei West Ham United, wo bereits sein Vater Bill Landsdowne Fußball spielte. Zwar gelang ihm im Oktober 1979 im League Cup gegen Southend United ein Hattrick, letztlich konnte er sich jedoch nicht beim Klub durchsetzen. Daraufhin zog er weiter zu Charlton Athletic. Anfang 1983 ging er in die Third Division zum FC Gillingham, nachdem sein Vertrag bei Charlton aufgelöst wurde.
Bereits wenige Monate später wechselte Lansdowne zu Kalmar FF in die zweitklassige Division 2. In seiner ersten Saison gelangen ihm 16 Saisontreffer und somit verhalf er als Torschützenkönig seinem Klub zum Staffelsieg und nach dem anschließenden Erfolg gegen Djurgårdens IF zum Wiederaufstieg in die Allsvenskan. In der ersten Liga bildete er mit Peter Karlsson, der von Åtvidabergs FF verpflichtet wurde, das Sturmduo des Vereins. Im ersten Jahr blieben die beiden wie die gesamte Mannschaft – es gelangen 17 Tore in 22 Spielen – eher harmlos, 1985 wurden die beiden mit jeweils zehn Toren zusammen mit Sören Börjesson von Örgryte IS Torschützenkönig der Allsvenskan. Damit erreichte die Mannschaft die Meisterschaftsendrunde, in der sie nach zwei Niederlagen im Halbfinale am späteren Meister Örgryte IS scheiterte. In der folgenden Spielzeit musste der Klub als Tabellenvorletzter absteigen, Lansdowne blieb dem Klub jedoch auch in der Zweitklassigkeit eine Spielzeit treu und beendete dort 1988 seine Laufbahn.
In den Saisonpausen der schwedischen Liga kehrte Lansdowne mehrfach nach England zurück und spielte für den Amateurklub FC Dagenham, Höhepunkt seiner dortigen Aufenthalte war der Einzug in die dritte Runde des FA Cups 1984/85.
Nach dem Ende seiner Karriere arbeitete Lansdowne als Fernsehkommentator für das schwedische Fernsehen. Für TV 4 kommentierte er beispielsweise zusammen mit Peppe Eng Spiele der Premier League in der Sendung Tipslördag oder die Weltmeisterschaft 1998. Zudem war er Fußball-Experte bei Viasat und kommentierte Greyhound-Rennen für TV3.